# M. Gallonde
M. Gallonde (fl. XVIII secolo) è stato un orologiaio francese del XVIII secolo.

## Biografia
Fu un orologiaio francese, attivo intorno alla metà del XVIII secolo, che fu anche costruttore di bilance di precisione.
Secondo l'edizione del 1842 dell'Enciclopedia Britannica questo orologiaio aveva migliorato il meccanismo di scappamento ad ancora degli orologi.
Un suo orologio di precisione, specifico per scopi astronomici ed in grado funzionare in condizioni ambientali difficili fu costruito per William Hirst ed utilizzato per studiare il tragitto di Venere davanti al sole.
Uno dei termometri conservati nella sala XVII del Museo Galileo di Firenze è firmato M. Gallonde, probabilmente il suo costruttore va identificato con questo orologiaio.